# Ouellette Island
Ouellette Island ist eine Insel im westantarktischen Palmer-Archipel. Sie liegt 800 m westlich von Howard Island im südlichen Abschnitt der Joubin-Inseln.
Das Advisory Committee on Antarctic Names benannte sie 1975 nach Gerald L. Ouellette, Chefingenieur auf der RV Hero im Dienst der National Science Foundation auf ihrer Antarktisfahrt zur Palmer-Station im Jahr 1968.